# Condado de Lawrence (Kentucky)
O Condado de Lawrence é um dos 120 condados do estado americano de Kentucky. A sede do condado é Louisa, e sua maior cidade é Louisa. O condado possui uma área de 1 085 km² (dos quais 4 km² estão cobertos por água), uma população de 15 569 habitantes, e uma densidade populacional de 14 hab/km² (segundo o censo nacional de 2000). O condado foi fundado em 1822. O condado proíbe a venda de bebidas alcoólicas.